# Basílica de San Simpliciano
La Basílica de San Simpliciano  —originariamente llamada Basílica Virginum— es una de las iglesias más antiguas de Milán y la segunda más antigua conocida en el Imperio de Occidente con un diseño de cruz latina. Está dedicada a san Simpliciano, quien fue el sucesor de san Ambrosio como obispo de Milán.

## Historia
La basílica fue construida a instancias de Ambrosio a finales del siglo IV, en una época en que Mediolanum —la actual Milán— era la capital del Imperio romano. Es una de las cuatro iglesias llamadas «basílicas ambrosianas». Las cuatro estaban dedicadas a las diversas categorías de santos, ya que aún no existía la costumbre de nombrar las iglesias con el nombre de un solo santo. Las otras tres basílicas son:
- Una basílica para los profetas: la Basílica Prophetarum, más tarde rebautizada como Basílica de San Dionigi, actualmente desaparecida;
- Una para los mártires: la Basílica Martyrum, que después se convirtió en la Basílica de San Ambrosio;
- Una para los apóstoles: la Basílica Apostolorumm, que fue renombrada Basílica de San Nazaro in Brolo.[2]

La iglesia se construyó en un lugar ocupado por un cementerio pagano del siglo III. El edificio fue terminado por Simpliciano, quien habría depositado allí las reliquias de los mártires de Anaunia (Sisinio, Martirio y Alessandro), y que más tarde fue enterrado en ella. En 1176, surgió la leyenda de que los tres mártires volaron —en forma de palomas— hacia el campo de batalla de Legnano, posándose en el carroccio de los milaneses. Esto se interpretó como una señal de victoria contra el ejército de Federico I Barbarroja. Alrededor de la basílica se construyó —en el siglo IX— un monasterio del que se conserva el claustro. En 1517, el monasterio fue transferido a los benedictinos de Montecasino, que permanecieron allí hasta 1798, cuando el edificio fue secularizado.

## Arquitectura
Como en el caso de la Basílica de San Ambrosio, el edificio original se conserva casi íntegro, si bien bajo una remodelación románica. La iglesia paleocristiana sobrevive hasta una altura de unos 22 m excepto en el ábside —reconstruido entre los siglos XI y XII— en la fachada y en la nave meridional. Las renovaciones medievales ocultaron su verdadero origen durante siglos, hasta que Wart Arslan —en 1944— reveló las partes paleocristianas ocultas por la estructura románica y descubrió los ventanales que habían sido rellenados. En origen, el techo era de madera y el piso era de opus sectile. El sacelio —al norte del ábside— está cubierto con bóveda de cañón y sus paredes origínales son aún visibles. No está claro si se edificó en origen unido a la basílica, o si esta unión es de la fase románica.
La nave principal tiene unos 65 m de largo y 21 m de ancho. Los brazos sobresalen unos 16 m a cada lado por 16 m de ancho. Los muros exteriores son de una espléndida mampostería de ladrillo. Un nártex ante la fachada y sendas cámaras a ambos lados rodeaban la nave principal, aunque también es posible que se tratase de un pórtico que rodeara el edificio por estos tres lugares. En su mitad superior, los muros tenían ocho ventanas de casi 5 m de altura, enmarcadas por un doble orden de arcos ciegos. Los brazos tienen dos ventanas superpuestas.
Una primera renovación tuvo lugar en los siglos VI y el VII, con la división de la nave central en tres áreas por grandes pilares cuadrados, la elevación del pavimento y un nuevo techo, que incluye una teja con un sello de Agilulfo. Posteriormente, las renovaciones del siglo XII y el siglo XIII, le dieron una apariencia románica. El interior tiene una planta de cruz latina, con una nave de cuatro tramos y dos pasillos. El transepto está dividido en dos pasillos. En la fachada, los arcos que sobresalen de los portales indican la posición del antiguo nártex.
En el siglo XVI, el gobernador Ferrante I Gonzaga hizo rebajar 25 metros la altura del campanario. La cúpula y los brazos laterales también fueron modificadas en 1582. Otras intervenciones se llevaron a cabo en el siglo XIX. La fachada —remodelada en 1870—. conserva básicamente las formas del siglo siglo XII en la parte inferior. Su parte superior —la más modificada— tiene actualmente dos ventanas unidas por un parteluz en el centro, sendas ventanas a cada lado, y otra más pequeñas en la parte superior, todas ellas coronadas por arcos decorativos. Unas ventanas con parteluz del final del Renacimiento también decoran el campanario.

## Obras de arte
Las capillas laterales tienen decoraciones de varias épocas, desde el Renacimiento hasta el Barroco, Rococó y Neoclásico. En el transepto derecho hay una pintura de Padovanino que retrata la Derrota de los Camolesi. Junto a la entrada del ábside hay figuras de santos pintadas al fresco por Aurelio Luini. La bóveda del ábside está decorada por un fresco representando la Coronación de la Virgen, que se considera la obra maestra de Ambrogio Bergognone. A la izquierda del ábside, está la entrada al sacelio, dedicado a los tres mártires de Anaunia. La pared occidental del transepto tiene una pintura figurando Los desposorios de la Virgen, de Camillo Procaccini. En 1927 se añadieron vitrales representando la batalla de Legnano.